# 葡萄园

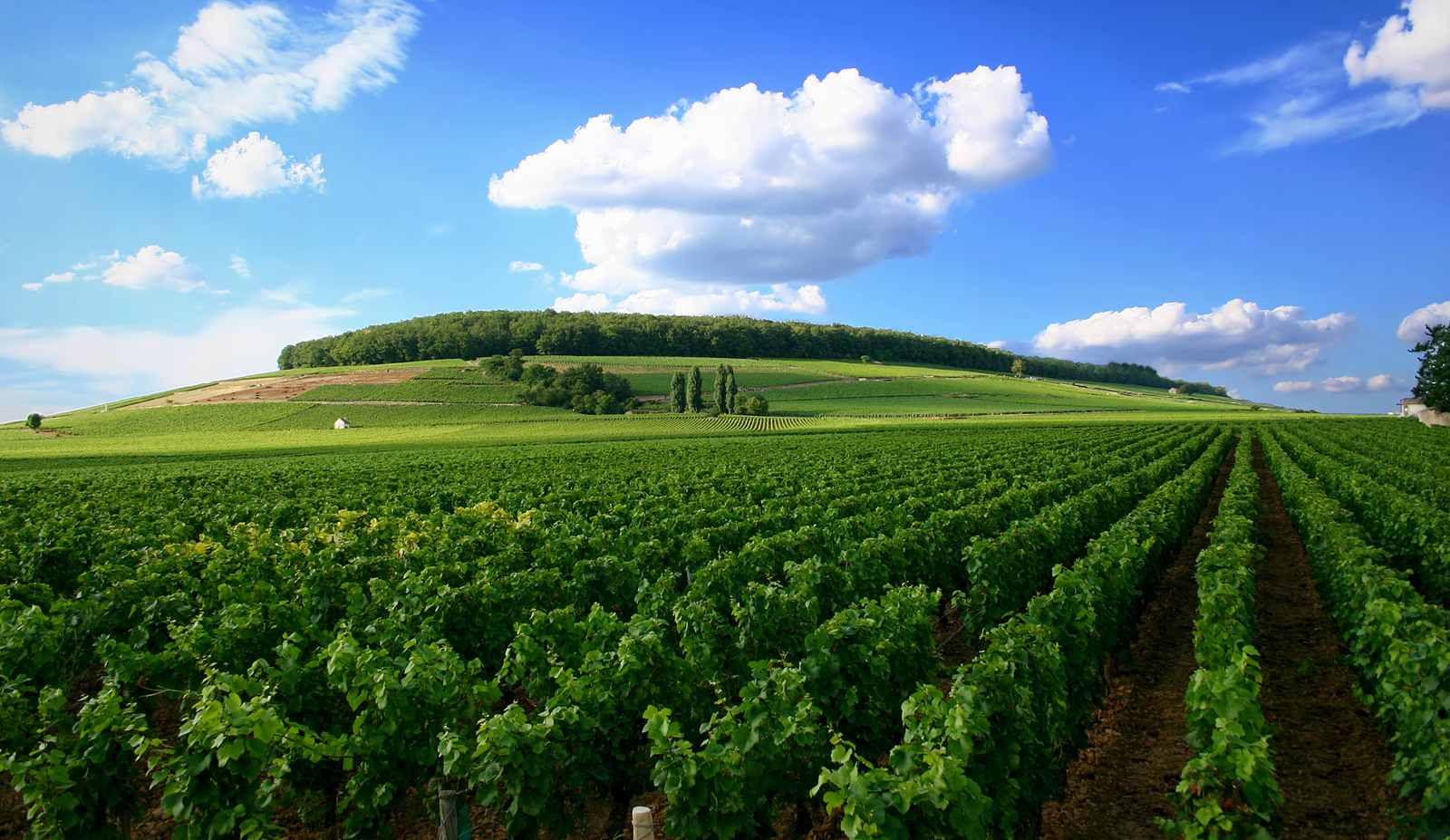
Cote de Nuits的葡萄园

葡萄园（也译作葡萄山，德语：Weinberg）是指用来种植葡萄的一块坡地或者平地。多个葡萄园组成一个独立种植园或者大种植园，多个种植园再组成一个葡萄酒产区。
种植者依照葡萄园的坡度，使用不同高度和强度的石墙在坡地上筑成梯田。通过对葡萄园的合并与重新规划，很多古老的石墙被拆除，以便于现代机械化作业方式。一个缺乏维护破败的葡萄园被葡萄农们称作“葡萄园废墟”（Weinbergruine：德语）。
现代的葡萄园最突出的变化是，混合种植正在飞速消失，取而代之的是单一品种的种植。葡萄通过机器种植，葡萄垄的间距由拖拉机的轮距确定。垄大多顺着倾斜的坡度垂直向上筑成，这样热量可以比较容易地由下向上爬升；或者与主要风向垂直，这样风就不容易带走葡萄之间的热空气。悬挂葡萄的铁丝数量取决于所希望的葡萄藤高度。而葡萄藤的高度又决定了能够结出葡萄的最大数量。葡萄果实的生长最低高度以不会被其他葡萄藤的阴影遮挡阳光为宜，但是又不能太高，否则土壤的湿气达不到无法形成贵腐霉菌。
在很多葡萄酒生产国，新开辟葡萄田需要获得有关部门的许可。例如在德国，通常通过土地管理法规来控制。不过如果是供自己消费用的葡萄则不在限制之列。

## 照片集

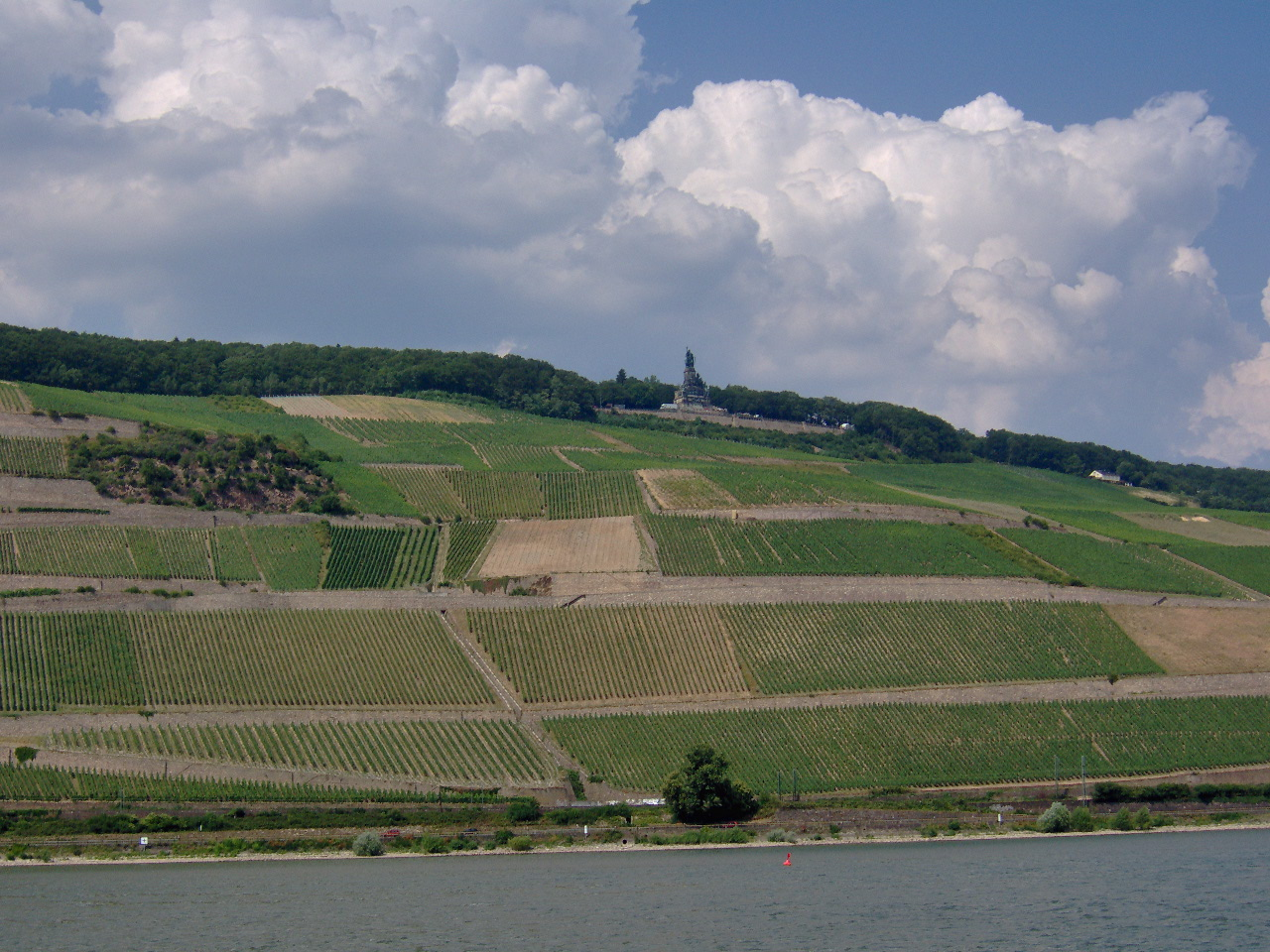
清理过的葡萄园 （吕德斯海姆山 罗森内克）
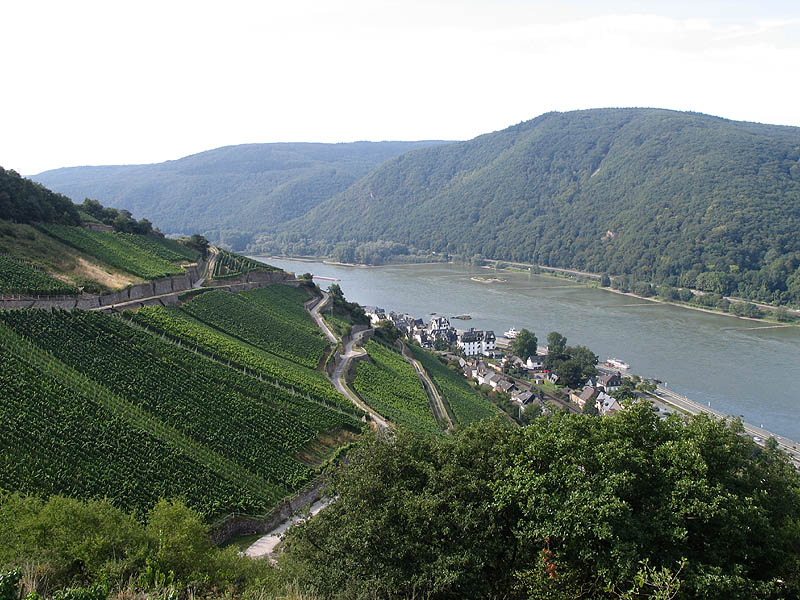
阿斯曼豪泽的地狱山 莱茵高葡萄酒产区
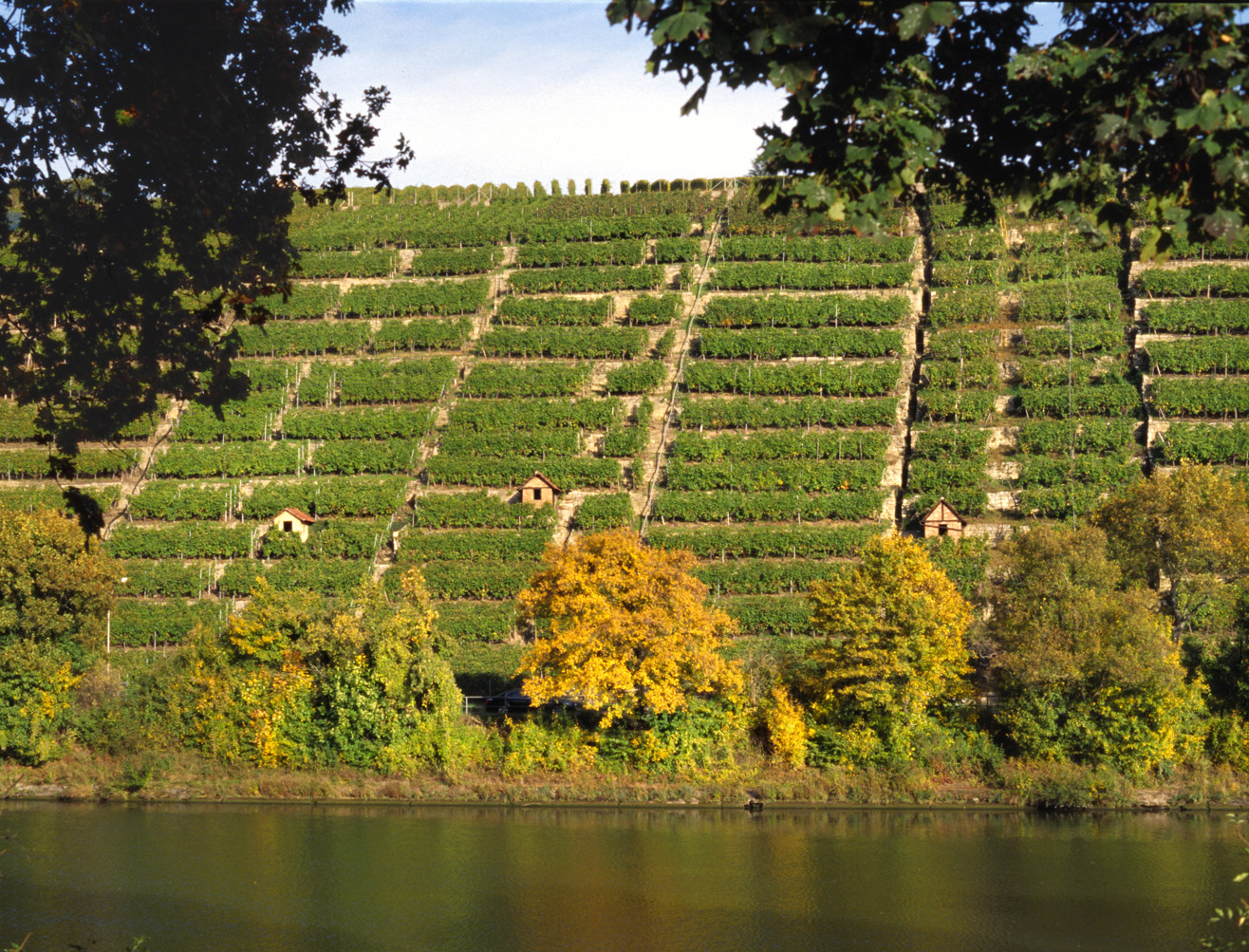
Cannstatter Zuckerle 的葡萄梯田 斯图加特
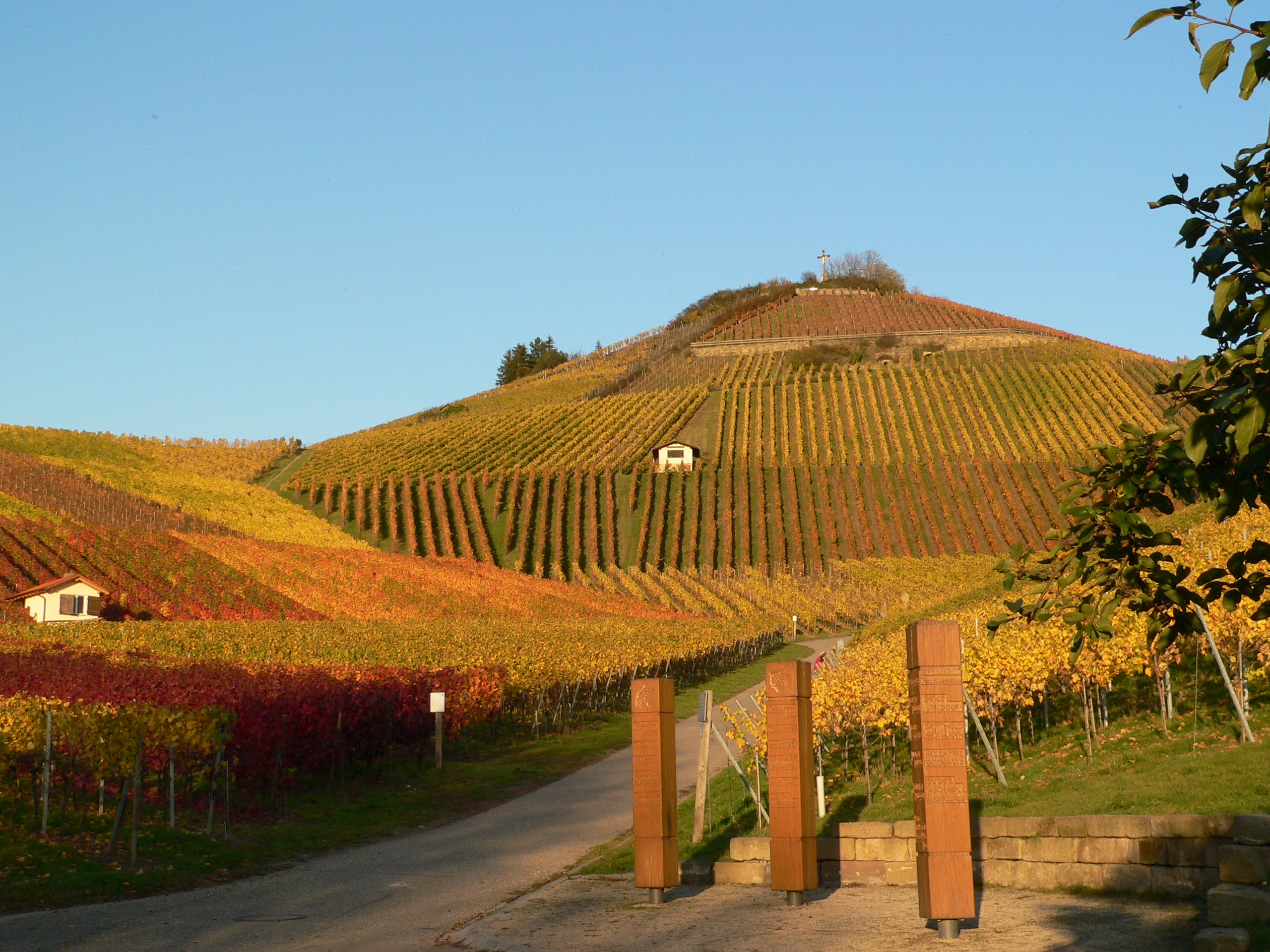
秋天的 Neckarsulmer Scheuerberg
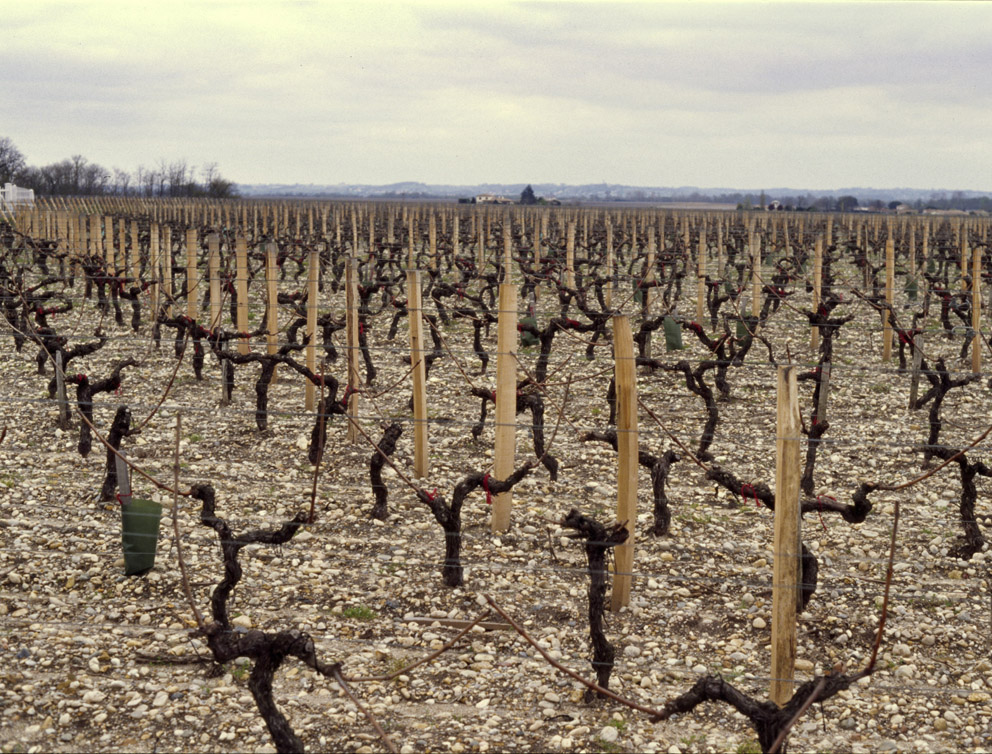
种植在Château Chasse-Spleen碎石质土壤上的葡萄
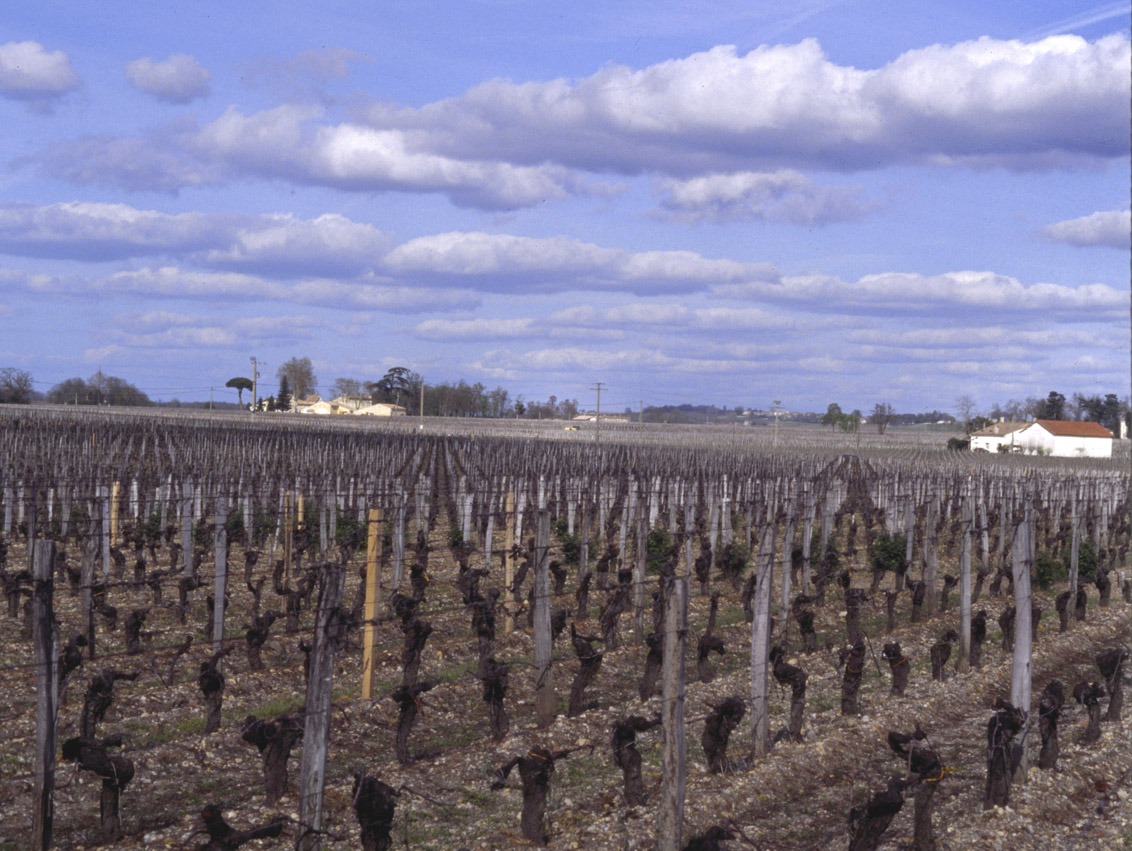
法国Saint-Émilion的Château Figeac葡萄园
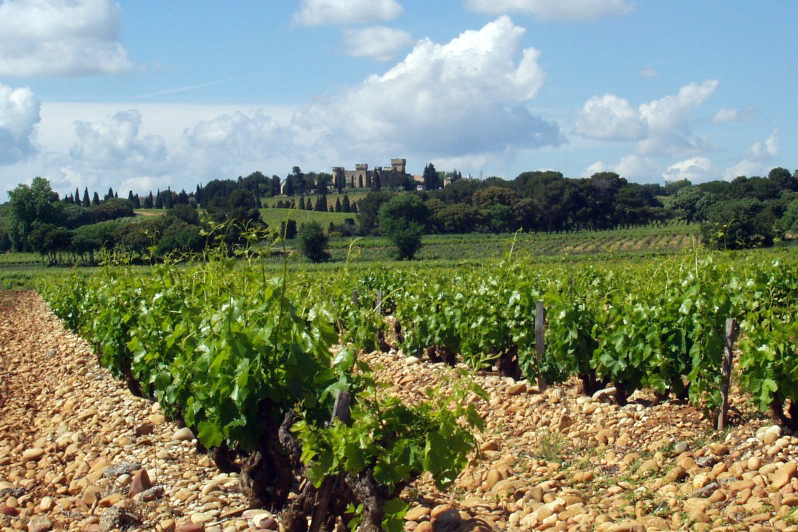
典型的Châteauneuf-du-Pape葡萄园
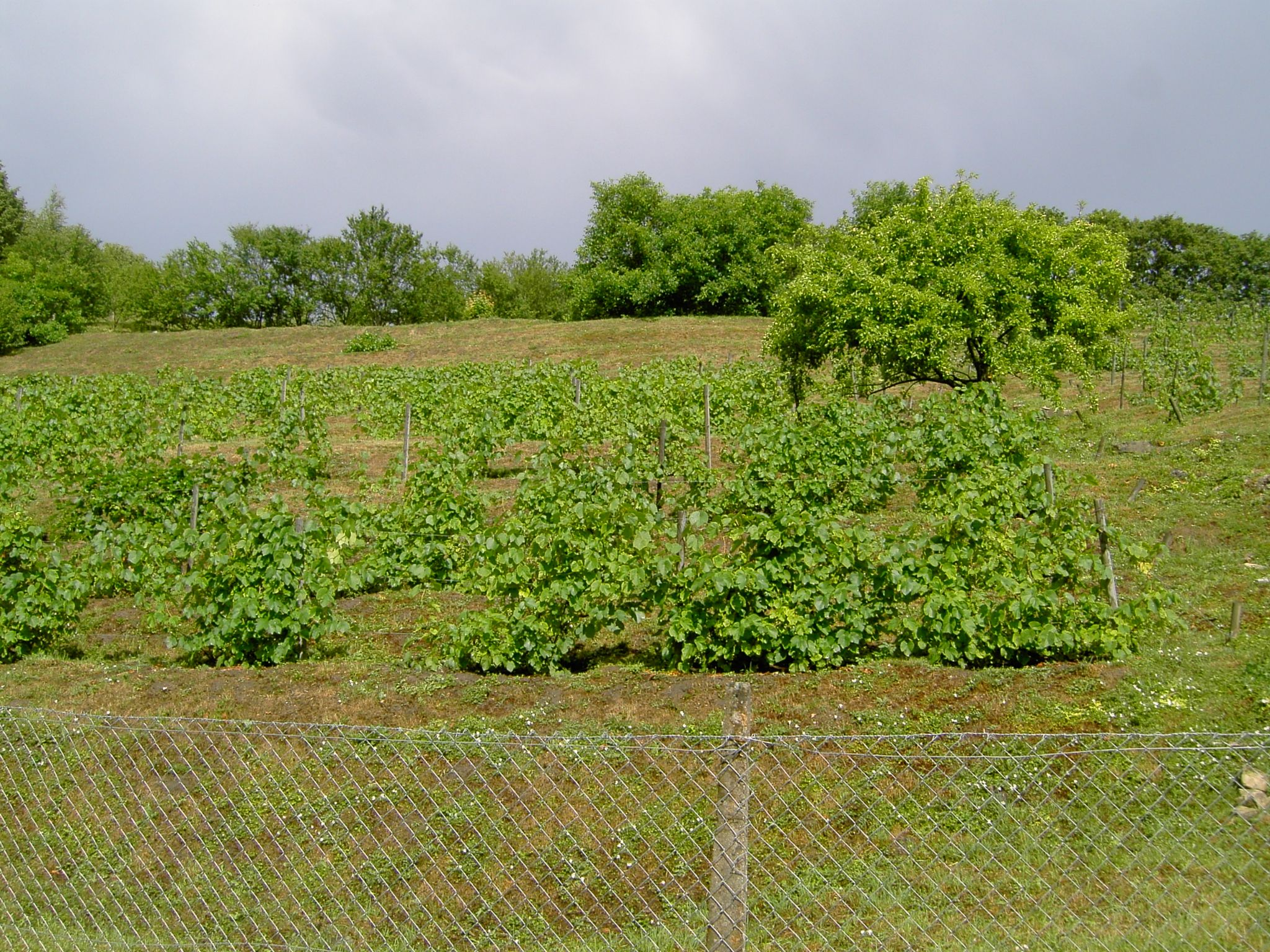
世界最北部的葡萄园在拉脱维亚的Sabile
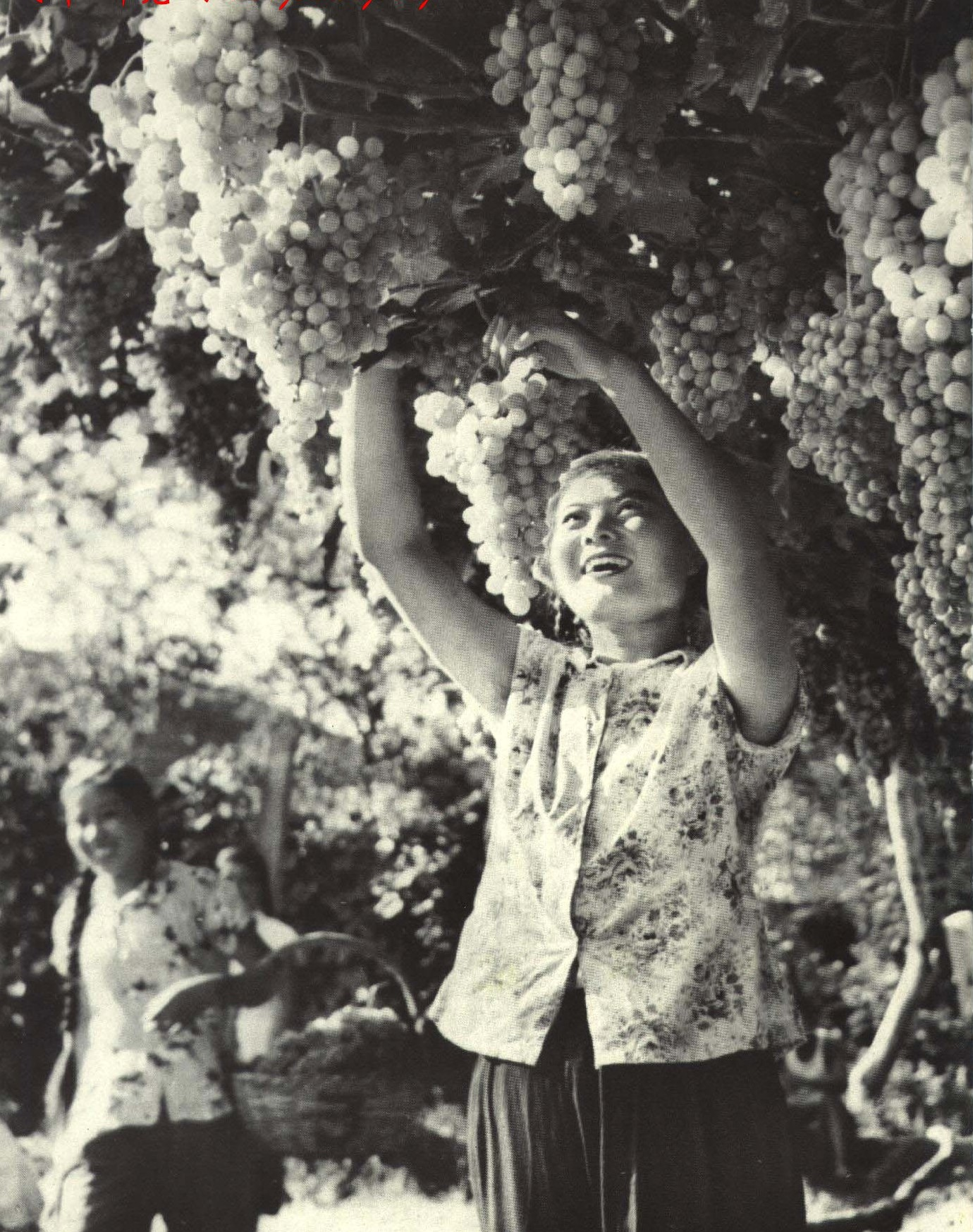
1963年北京郊区葡萄园
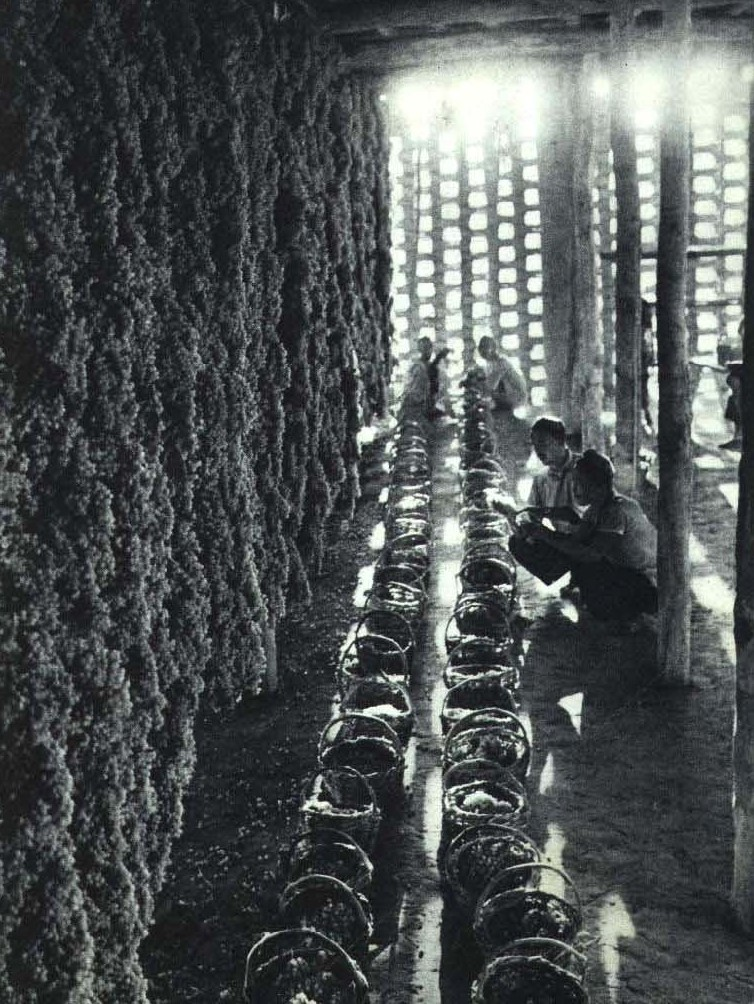
1964年 吐鲁番葡萄园晒制葡萄干
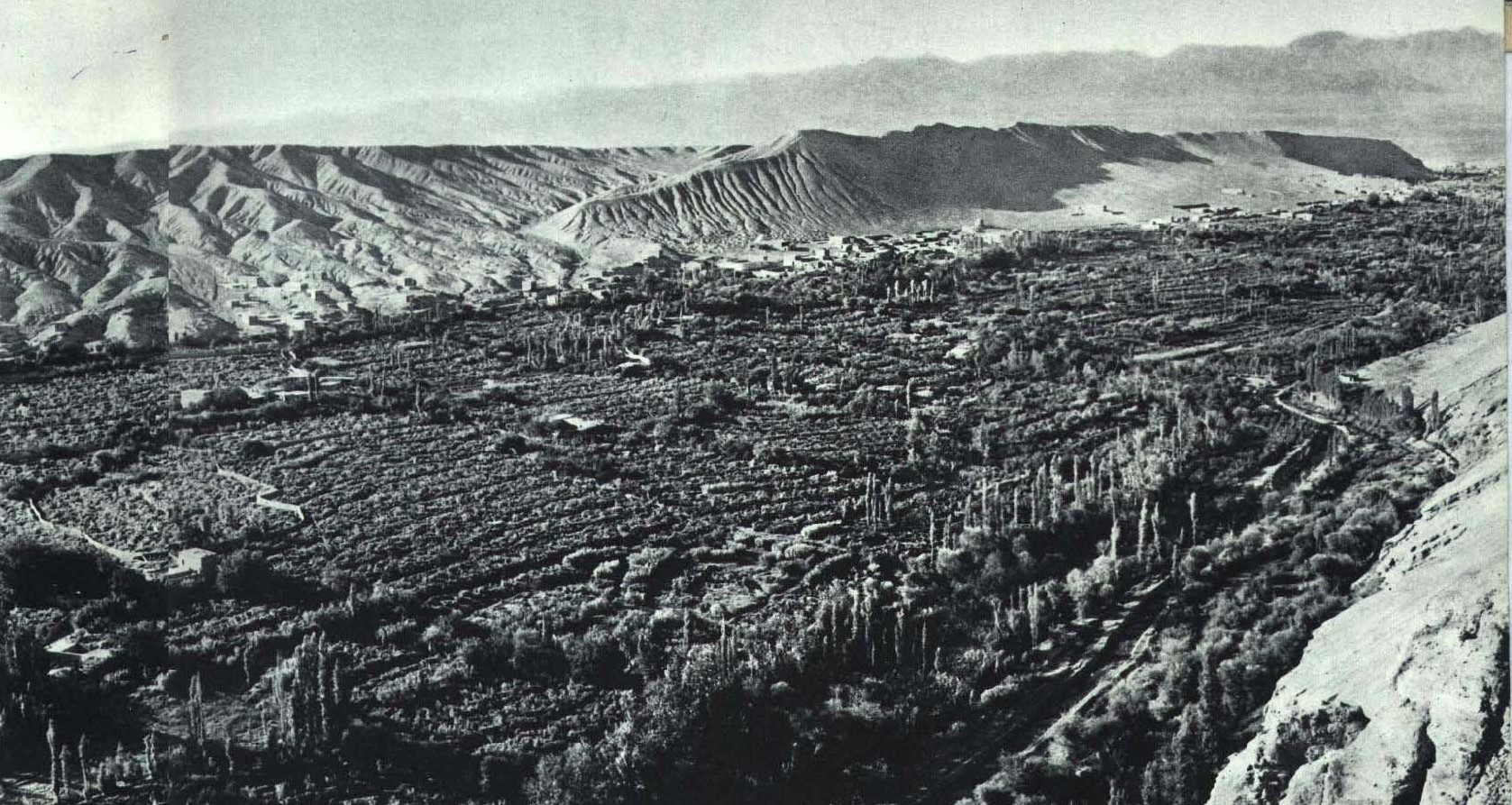
1964年 吐鲁番葡萄园
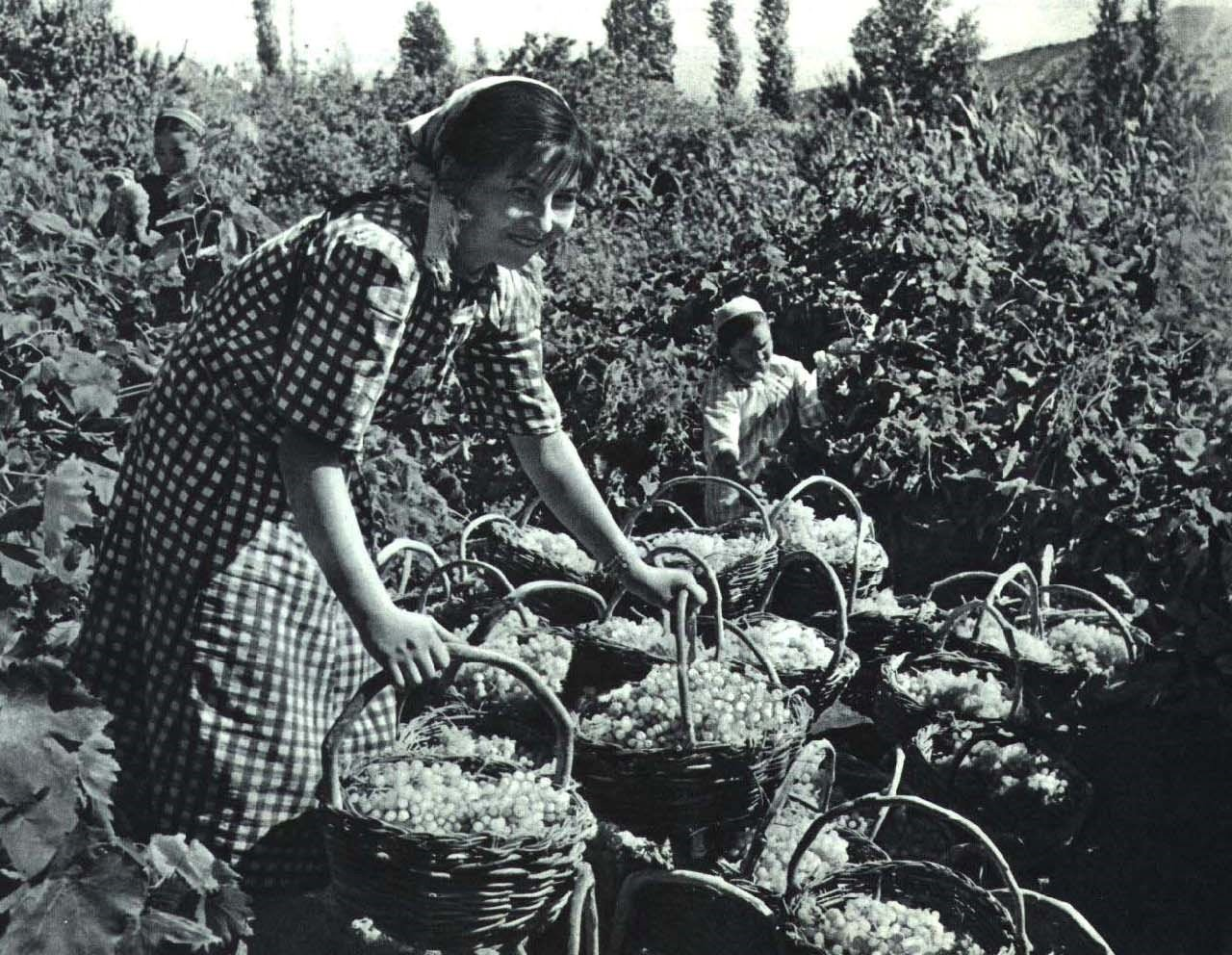
1964年 吐鲁番葡萄园